# Antonia de sacerdotiis
Antonia de sacerdotiis va ser una llei aprovada per rogatio del triumvir Marc Antoni, que retornava als col·legis sacerdotals el dret d'elegir els sacerdots.